# Станіслав Ходецький (руський воєвода)
Станіслав з Хлопів, Ходча, Любеня (пол. Stanisław z Chodcza  пом. між 28 січня та 11 червня 1474) — польський шляхтич гербу Огоньчик (Повала) XV століття. Представник родини Ходецьких.

## Біографія
1446 року в джерелах згаданий власником маєтності Хлопи під Комарним. Після смерті стрийка Миколая Парави з Любіна 1450 року став посідачем його величезного спадку. Сплатив нащадкам Якуба та Ядвіґи з Любіна кошти за їхню частку спадку стрийка.
1458 року король надав йому право опікуватися Крилоським монастирем, яке він за 25 гривень продав шляхтичу Романові з Осталовичів.
1461 р. за дозволом короля Казимира IV Яґелончика викупив у Міхала Язловецького з Бучача — сина Теодорика Бучацького-Язловецького — Кам'янецьке староство.

Фундатор костелів у Румні та Комарні. Засновник м. Комарно в 1471 році, та ймовірний засновник Грімна.
1470 року шляхтич Ян Свинка з Поморян продав Яблунів з іншими селами Станіславові з Ходча.
Помер між 28 січня та 11 червня 1474 року.

### Посади
Крушвіцький, галицький староста (з 1452 року, після Якуба з Любіна), галицький каштелян (в 1460 р.) кам'янецький (генеральний подільський) староста (з 1461 р.), теребовлянський староста (у 1471 році посів після Яна Свинки з Поморян та Сигізмунда Кердея, сина Грицька Кердейовича), львівський каштелян з 1460 року, подільський воєвода (з листопада 1462 р.), руський воєвода (з квітня 1466 р.).

### Сім'я
Дружина — Барбара з Пільчі (донька краківського каштеляна Яна Пілєцкого). Діти:
- Миколай — львівський каштелян
- Ян — староста галицький, кам'янецький, теребовельський
- Станіслав — маршалок великий коронний
- Пйотр — галицький каштелян; в 1509 р. потрапив у полон разом із мамою та братом Рафалом після взяття Рогатина молдавським воєводою (господарем) Богданом II Сліпим
- Анджей — кам'янецький латинський єпископ
- Спитек — галицький староста
- Отто — львівський каштелян
- Рафал — галицький староста
- Бурнета (Берната[6][7]) — дружина Павела Коли з Далеєва — подільського воєводи
- Ядвиґа — дружина Міхала Язловецького з Бучача, Язловця
- Анна — дружина Станіслава Шафранця
- Барбара — дружина Яна Сененського з Олеська.